# Icilio Vecchiotti
Icilio Vecchiotti (Roma, 1930 – Urbino, 2000) è stato uno storico della filosofia, orientalista, saggista e linguista italiano.

## Biografia
Figlio del giurista Umberto Vecchiotti, è stato allievo di Ugo Spirito. Si è dedicato sin da giovane allo studio delle lingue occidentali e orientali. È stato docente di sanscrito, pali e tibetano. Ha insegnato "Storia della filosofia" e "Religioni e filosofie dell'India e dell'Estremo Oriente" presso l'Università di Urbino sino alla sua morte. Filosofo e orientalista, ha dedicato anche al Buddhismo e all'Induismo la sua produzione saggistica. Per quando concerne il pensiero occidentale si è occupato in particolare di Arthur Schopenhauer, Giordano Bruno e Georg Wilhelm Friedrich Hegel. Ha realizzato traduzioni dal sanscrito della Bhagavadgītā e del commento di Sarvepalli Radhakrishnan (nonché autore della Premessa e delle note filosofiche), e dal danese di "In vino veritas" di Søren Kierkegaard.

## Opere
- Pensatori dell'India contemporanei, 1959.
- Relazione e Concreto. Il problema della relazione nella storia della filosofia occidentale e delle sue antinomie, 1960.
- Bhagavadgita, a c. di I. Vecchiotti, 1964.
- La Dottrina di Schopenhauer, 1969.
- La filosofia di Tertulliano, 1970.
- Che cosa ha veramente detto Gandhi, 1972.
- La filosofia politica di Minucio Felice: un altro colpo di sonda nella storia del cristianesimo primitivo, 1974.
- Che cosa è la filosofia cinese, 1978.
- Che cosa sono le lingue del mondo, 1978.
- Che cosa è la filosofia indiana, 1978.
- Che cosa ha veramente detto Bruno, 1971.
- Storia della filosofia indiana dal XVIII al XX secolo, 1982.
- Gandhi, 1987.
- Schelling giovane (1794-1799), 1994.
- Introduzione alla storia della filosofia indiana, 1995.
- Introduzione alla storia della filosofia cinese, 1997.
- Introduzione alla filosofia di Giordano Bruno, 2000.
- In vino veritas di S. Kierkegaard, a c. di I. Vecchiotti, 2001.
- Introduzione a Schopenhauer, 2005.
- Lezioni su Hegel, 2006.
- Storia del Buddhismo indiano, 2010.